# 馬頭擬長頷魚
馬頭擬長頜魚，為輻鰭魚綱骨舌魚目象鼻魚科的其中一種，為熱帶淡水魚，分布於非洲獅子山、幾內亞及喀麥隆尼日河上游流域，體長可達46公分，棲息在底層水域，生活習性不明。